# Ophiomyia congregata
Ophiomyia congregata este o specie de muște din genul Ophiomyia, familia Agromyzidae. A fost descrisă pentru prima dată de Malloch în anul 1913. Conform Catalogue of Life specia Ophiomyia congregata nu are subspecii cunoscute.